# Юніверсіті-Гайтс (Айова)
Юніверсіті-Гайтс (англ. University Heights) — місто (англ. city) в США, в окрузі Джонсон штату Айова. Населення — 1228 осіб (2020).

## Географія
Юніверсіті-Гайтс розташоване за координатами 41°39′18″ пн. ш. 91°33′32″ зх. д. / 41.65500° пн. ш. 91.55889° зх. д. (41.655061, -91.558855).  За даними Бюро перепису населення США в 2010 році місто мало площу 0,69 км², уся площа — суходіл.

## Демографія
Згідно з переписом 2010 року, у місті мешкала 1051 особа в 474 домогосподарствах у складі 251 родини. Густота населення становила 1512 особи/км².  Було 512 помешкання (737/км²).
Расовий склад населення:
| - 93,5 % — білих - 3,3 % — азіатів - 1,0 % — чорних або афроамериканців - 0,3 % — вихідців з тихоокеанських островів |

До двох чи більше рас належало 1,7 %. Частка іспаномовних становила 2,8 % від усіх жителів.
За віковим діапазоном населення розподілялося таким чином: 17,1 % — особи молодші 18 років, 71,6 % — особи у віці 18—64 років, 11,3 % — особи у віці 65 років та старші. Медіана віку мешканця становила 30,5 року. На 100 осіб жіночої статі у місті припадало 102,5 чоловіків;  на 100 жінок у віці від 18 років та старших — 99,8 чоловіків також старших 18 років.
Середній дохід на одне домашнє господарство  становив 83 408 доларів США (медіана — 52 386), а середній дохід на одну сім'ю — 126 988 доларів (медіана — 100 417). Медіана доходів становила 59 750 доларів для чоловіків та 52 500 доларів для жінок. За межею бідності перебувало 23,2 % осіб, у тому числі 12,6 % дітей у віці до 18 років та 5,4 % осіб у віці 65 років та старших.
Цивільне працевлаштоване населення становило 662 особи. Основні галузі зайнятості: освіта, охорона здоров'я та соціальна допомога — 65,7 %, науковці, спеціалісти, менеджери — 5,9 %, фінанси, страхування та нерухомість — 4,2 %, роздрібна торгівля — 4,1 %.